# Cantone di Salers
Il Cantone di Salers era una divisione amministrativa dell'arrondissement di Mauriac.
A seguito della riforma approvata con decreto del 13 febbraio 2014, che ha avuto attuazione dopo le elezioni dipartimentali del 2015, è stato soppresso.

## Composizione
Comprendeva i comuni di
- Anglards-de-Salers
- Le Falgoux
- Le Fau
- Fontanges
- Saint-Bonnet-de-Salers
- Saint-Chamant
- Saint-Martin-Valmeroux
- Saint-Paul-de-Salers
- Saint-Projet-de-Salers
- Saint-Vincent-de-Salers
- Salers
- Le Vaulmier